# Mistrzostwa Świata Mężczyzn w Curlingu 1972
Mistrzostwa Świata Mężczyzn w Curlingu 1972 zostały rozgrywane w Olympic Eisstadion, w Garmisch-Partenkirchen, w RFN, w dniach 19-21 marca. Rywalizowało ze sobą 8 reprezentacji. Turniej znany jest przede wszystkim z incydentu, do którego doszło w finale znanego jako Klątwa LaBonte'a.

## Reprezentacje
| Kraj              | Reprezentanci                                                                   |
| ----------------- | ------------------------------------------------------------------------------- |
| Francja           | Pierre Boan, André Mabboux, André Tronc, Gerard Pasquier                        |
| Kanada            | Orest Meleschuk, Dave Romano, John Hanesiak, Pat Hailley                        |
| RFN               | Manfred Räderer, Peter Jacoby, Peder Ledosquet, Hansjörg Jacoby                 |
| Norwegia          | Knut Bjaanaes, Sven Kroken, Per Dammen, Kjell Ulrichsen                         |
| Stany Zjednoczone | Robert LaBonte, Frank Aasand, John Aasand, Ray Morgan                           |
| Szkocja           | Alex F. Torrance, Alex A. Torrance, Robert Kirkland, Jimmy Waddell              |
| Szwajcaria        | Peter Attinger Junior, Bernhard Attinger, Peter Attinger Senior, Ernst Bosshard |
| Szwecja           | Kjell Oscarius, Tom Schaeffer, Bengt Oscarius, Claes-Göran Carlman              |

## Wyniki

### Klasyfikacja końcowa
| # | Kraj              |
| - | ----------------- |
| 1 | Kanada            |
| 2 | Stany Zjednoczone |
| 3 | RFN               |
| 4 | Szkocja           |
| 5 | Szwajcaria        |
| 6 | Norwegia          |
| 7 | Francja           |
| 8 | Szwecja           |

### Finał
| Kraj | Kraj              | 1 | 2 | 3 | 4 | 5 | 6 | 7 | 8 | 9 | 10 | 11 | Ogółem |
|      | Kanada            | 2 | 0 | 2 | 1 | 0 | 2 | 0 | 0 | 0 | 2  | 1  | 10     |
|      | Stany Zjednoczone | 0 | 1 | 0 | 0 | 2 | 0 | 2 | 2 | 2 | 0  | 0  | 9      |

### Półfinał
|        | Wynik |                   |
| ------ | ----- | ----------------- |
| RFN    | 4 - 9 | Stany Zjednoczone |
| Kanada | 8 - 3 | Szkocja           |

### Tie-braker
|         | Wynik |            |
| ------- | ----- | ---------- |
| Szkocja | 9 - 6 | Szwajcaria |

### Round Robin
| Sesja |                   | Wynik  |                   |
| ----- | ----------------- | ------ | ----------------- |
| 1     | Kanada            | 11 - 6 | Szwajcaria        |
|       | Szkocja           | 7 - 5  | RFN               |
|       | Francja           | 7 - 6  | Szwecja           |
|       | Stany Zjednoczone | 7 - 5  | Norwegia          |
| 2     | Szkocja           | 5 - 3  | Szwecja           |
|       | Kanada            | 11 - 1 | Stany Zjednoczone |
|       | Szwajcaria        | 10 - 4 | Norwegia          |
|       | RFN               | 7 - 6  | Francja           |
| 3     | Stany Zjednoczone | 9 - 3  | Szwajcaria        |
|       | RFN               | 9 - 3  | Szwecja           |
|       | Szkocja           | 6 - 5  | Francja           |
|       | Kanada            | 8 - 7  | Norwegia          |
| 4     | Szkocja           | 6 - 4  | Norwegia          |
|       | Kanada            | 11 - 5 | Francja           |
|       | RFN               | 9 - 6  | Stany Zjednoczone |
|       | Szwajcaria        | 6 - 4  | Szwecja           |
| 5     | Francja           | 10 - 8 | Stany Zjednoczone |
|       | Szwajcaria        | 8 - 7  | Szkocja           |
|       | Norwegia          | 4 - 3  | Szwecja           |
|       | Kanada            | 9 - 4  | RFN               |
| 6     | Kanada            | 8 - 6  | Szwecja           |
|       | Norwegia          | 8 - 3  | Francja           |
|       | RFN               | 9 - 5  | Szwajcaria        |
|       | Szkocja           | 4 - 5  | Stany Zjednoczone |
| 7     | Norwegia          | 7 - 5  | RFN               |
|       | Stany Zjednoczone | 10 - 6 | Szwecja           |
|       | Kanada            | 10 - 7 | Szkocja           |
|       | Szwajcaria        | 6 - 5  | Francja           |